# 貴賤
| ウィキペディアには「貴賤」という見出しの百科事典記事はありません（タイトルに「貴賤」を含むページの一覧/「貴賤」で始まるページの一覧）。 代わりにウィクショナリーのページ「貴賤」が役に立つかもしれません。 |